# BloodRayne (film)
Série BloodRayne
BloodRayne 2: Deliverance
(2007)
Pour plus de détails, voir Fiche technique et Distribution.
BloodRayne est un film germano-américain réalisé par Uwe Boll, sorti en 2005 au cinéma aux États-Unis.
Le film est le premier volet de la trilogie de films qui s’inspire partiellement de la série de jeux vidéo éponyme de Majesco Entertainment : BloodRayne. Il est suivi par deux suites sorties directement en vidéo, BloodRayne 2: Deliverance et Blood Reich.

## Synopsis
Roumanie, XVIIIe siècle. Mi-humaine mi-vampire après le viol et le meurtre de sa mère par le roi des vampires Kagan (Ben Kingsley), Rayne (Kristanna Loken) est élevée dans un cirque. Elle y découvre sa vraie nature, mais refuse de tuer des innocents pour étancher sa soif de sang : elle décide alors de se nourrir de vampires et devient BloodRayne. Approchée par Sebastian et Vladimir, deux chasseurs de vampires, elle se joint à la société secrète Brimstone pour tenter d’éliminer son père. Ce dernier convoite trois reliques légendaires qui permettraient aux vampires de prendre le contrôle de la Terre…

## Fiche technique
- Titre original, français et québécois : BloodRayne
- Réalisation : Uwe Boll
- Scénario : Guinevere Turner
- Musique : Henning Lohner
- Direction artistique : Cristian Corvin et Vlad Vieru
- Décors : James Steuart
- Costumes : Carla Baer
- Photographie : Mathias Neumann
- Son : Jochen Engelke, Wolfgang Herold
- Montage : David M. Richardson
- Production : Uwe Boll, Dan Clarke et Shawn Williamson

Production exécutive : Brad Van Arragon
Production déléguée : Wolfgang Herold
Production associée : Brandon Baker, Frederic Demey, Michael Roesch, Dan Sales, Peter Scheerer et Max Wanko
Coproduction déléguée : Jonathan Shore, Jesse Sutton et Morris Sutton
- Sociétés de production :
  - Allemagne : Boll Kino Beteiligungs GmbH & Co. KG, en association avec Herold Productions
  - États-Unis : Pitchblack Pictures
  - Canada : Brightlight Pictures[1]
- Sociétés de distribution :
  - Allemagne : Splendid Film (DVD / Blu-Ray)
  - États-Unis : Romar Entertainment (Salle de cinéma) ; Universal Pictures Home Entertainment (DVD)
  - Canada : 2450 Visual Entertainment (DVD)
  - France : 20th Century Fox Home Entertainment (DVD)
- Budget : 25 millions de $[2]
- Pays d’origine :  Allemagne,  États-Unis,  Canada
- Langue : anglais
- Format[3] : couleur - 35 mm - 2,35:1 (Cinémascope) - son DTS | Dolby Digital | SDDS
- Genre : fantastique, action, épouvante-horreur
- Durée : 95 minutes
- Dates de sortie[4] :
  - États-Unis : 23 octobre 2005 (Festival du film d'Austin) ; 9 décembre 2005 (Splatterday Night Fever) ; 6 janvier 2006 (sortie nationale)
  - Canada : 7 avril 2006
  - Québec :  23 mai 2006 (sortie directement en DVD)[5]
  - Allemagne : 14 septembre 2006 (sortie directement en DVD)
  - France : 23 avril 2008 (sortie directement en DVD)
- Classification[6] :
  -  Allemagne : Interdit aux moins de 18 ans lors de sa sortie en salle (FSK 18).
  -  États-Unis : Interdit aux moins de 17 ans (certificat #41938) (R – Restricted) [Note 1].
  -  Canada : Les personnes de moins de 18 ans doivent être accompagnées d'un adulte (18A - 18 Accompaniment).
  -  Québec : 13 ans et plus (13+ / 13 years and over).
  -  France : Interdit aux moins de 16 ans lors de sa sortie ; tous publics avec avertissement[7].

## Distribution
- Kristanna Loken : Rayne
- Michael Madsen (VF : Michel Vigné) : Vladimir
- Ben Kingsley (VF : Jean Barney) : Kagan
- Michelle Rodríguez (VF : Géraldine Asselin) : Katarin
- Matthew Davis : Sebastian
- Will Sanderson (VF : Boris Rehlinger) : Domastir
- Géraldine Chaplin (VF : Véronique Augereau) : la diseuse de bonne aventure
- Udo Kier : Regal Monk
- Meat Loaf : Leonid
- Michael Paré : Iancu
- Billy Zane (VF : Guillaume Orsat) : Elrich
- Ingrid Bisu : jeune fille
- Dicu Aurel : vampire mâle (comme Aurel Dicu)

## Accueil

### Accueil critique
Le film a reçu des critiques très négatives un peu partout dans le monde, recueillant seulement 4 % de critiques positives.
Le site agrégateur de critiques Rotten Tomatoes lui donne une note moyenne de 2,3/10, sur la base de 55 critiques collectées.
Sur Metacritic, le film obtient un score de 18/100 sur la base de 13 critiques collectées.

### Box-office
Le film est un échec au box-office américaine, récoltant seulement un peu plus de 2 millions de dollars. Le film est aussi un échec à l'étranger avec seulement 1 million de dollars récoltés. En tout, le film a récolté un peu plus de 3 millions de dollars.

## Distinctions
Entre 2006 et 2007, BloodRayne a été sélectionné 15 fois dans diverses catégories et a remporté 4 récompenses,.

### Récompenses
- The Stinkers Bad Movie Awards 2006 :
  - Pire film décerné à Uwe Boll,
  - Pire sens de l'orientation (arrêtez-les avant qu'ils ne dirigent à nouveau!) décerné à Uwe Boll,
  - Pire casting,
  - Pires effets spéciaux (Effets spéciaux les moins « spéciaux »).

### Nominations
- The Stinkers Bad Movie Awards 2006 :
  - Film d'horreur le moins effrayant,
  - Pire acteur dans un second rôle pour Meat Loaf,
  - Pire actrice dans un second rôle pour Michelle Rodriguez,
  - Pire scénario pour Guinevere Turner,
  - Faux accent féminin le plus ennuyeux pour Michelle Michelle Rodriguez.
- Prix Razzie 2007[11],[12] :
  - Pire film,
  - Pire réalisateur pour Uwe Boll,
  - Pire scénario pour Guinevere Turner,
  - Pire actrice pour Kristanna Loken,
  - Pire second rôle féminin pour Michelle Rodriguez
  - Pire second rôle masculin pour Ben Kingsley.

## Autour du film
- Le tournage s'est déroulé au château de Bran, près de Brașov, ainsi qu'aux studios MediaPro de Bucarest, en Roumanie.
- Le film sera suivi en 2008 par BloodRayne 2, toujours réalisé par Uwe Boll.
- Les prostituées à moitié dévêtues qu'on peut voir dans la scène avec Leonid sont de véritables prostituées roumaines. Le cinéaste a déclaré lors du festival de Stockholm que ça coûtait moins cher d'engager des prostituées plutôt que de véritables actrices[13].
- Prévu initialement pour être exploité dans 2500 salles aux États-Unis, le film fut finalement projeté dans 1600 salles après que de nombreux exploitants l'eurent refusé au vu des mauvaises critiques dont il était l'objet.
- Au mois de décembre 2006, le film était 69e du classement des 100 plus mauvais films sur l'Internet Movie Database, d'après le vote des visiteurs, en obtenant une note de 2.5/10 pour 7 692 votes.
- Au mois de juillet 2009, le film était 6e du classement des 50 plus mauvais films sur Allociné, d'après le vote des internautes, avec une note de 0.68 / 5.
- Le réalisateur Uwe Boll est un habitué des adaptations de jeux vidéos. On lui doit déjà celles de House of the Dead (2003) et Alone in the Dark (2005), et une adaptation de Far Cry est également sortie en 2008. Au vu de la piètre qualité de ses  films et de sa capacité à obtenir des financements, les critiques de cinémas le surnommèrent "le nouvel Ed Wood"[14].

## Editions en vidéo
- BloodRayne est sortie directement en DVD le 23 avril 2008[7],[15].